# Siegfried Hentschel
Siegfried Hentschel ist ein deutscher Verwaltungsjurist.
Der promovierte Jurist war bis 1978 Abteilungsleiter im Regierungspräsidium Düsseldorf. Von 1. April 1978 bis 31. März 1990 war er Oberkreisdirektor des Kreises Mettmann (Nordrhein-Westfalen).
Er ist Mitglied der CDU.

## Ehrungen
- 1983: Verdienstkreuz am Bande der Bundesrepublik Deutschland
- 1990: Verdienstkreuz 1. Klasse der Bundesrepublik Deutschland